# Slavko Kalezić
Slavko Kalezić (Podgorica, 1985. október 4. –) montenegrói színész, énekes. Ő képviselte Montenegrót a 2017-es Eurovíziós Dalfesztiválon Kijevben. Az első elődöntőből nem sikerült továbbjutnia, itt a 16. helyen végzett 56 ponttal.

## Zenei karrier

### Albumok
- 2014: San o vječnosti

Dallista:
1. Krivac (4:06)
2. Kraj (4:32)
3. Zašto (3:39)
4. Borim se (feat. Neda Papović) (3:53)
5. Scena (3:31)
6. Nemir (3:38)
7. You (3:55)
8. Feel the Love (3:24)
9. Lavice (3:41)
10. Muza (3:51)

### Kislemezek
- 2011: Muza
- 2014: Krivac
- 2015: Feel the Music
- 2016: Freedom
- 2016: Space